# Gardiens de phare
Pour l’article homonyme, voir Gardien de phare.
Pour plus de détails, voir Fiche technique et Distribution.
Gardiens de phare est un film français écrit par Jacques Feyder, réalisé par Jean Grémillon, sorti en 1929.

## Synopsis
Un gardien de phare et son fils passent un mois dans un phare au large de la Bretagne. Le fils est atteint par la rage.
Le film alterne les séquences angoissantes dans le phare avec la montée de la maladie, et les flash-backs heureux du fils et de sa fiancée bigoudène avec des plans sur les femmes de la famille restées à terre.

## Fiche technique
- Titre : Gardiens de phare
- Réalisation : Jean Grémillon
- Scénario : Jacques Feyder, d'après la pièce éponyme en un acte de Paul Cloquemin et Paul Autier, créée le 8 mars 1905 au théâtre du Grand Guignol[1]
- Image : Georges Périnal et Jean Jouannetaud
- Musique : Roland-Manuel[réf. nécessaire]
- Décors : André Barsacq
- Assistants réalisateurs : André Barsacq et Jean Mamy
- Montage : Jean Grémillon
- Production : Société des Films du Grand Guignol
- Pays de production :  France
- Format : Noir et blanc - 1,33:1 - Film muet - 35 mm
- Genre : Drame
- Durée : 82 minutes
- Tournage : extérieurs à Ouessant, Saint-Guénolé (Penmarc'h)[2], Perros-Guirec, phare des Triagoz, en avril 1929 ; intérieurs aux Studios de Billancourt, en août 1929
- Date de sortie : 25 septembre 1929 au cinéma Max Linder à Paris.

## Distribution
- Paul Fromet : le père Bréhan
- Geymond Vital : Yvon Bréhan
- Génica Athanasiou : Marie, la fiancée d'Yvon
- Gabrielle Fontan : la mère de Marie
- Maria Fromet

## Autour du film
- La pièce de Paul Autier et Paul Cloquemin avait déjà été adaptée à l'écran en 1923 par le réalisateur turc Muhsin Ertugrul sous le titre Kiz Kulesinde bir facia (Tragédie à la Tour de la Vierge[3]). On ignore si le film a été distribué en France et si Jean Grémillon a eu l'occasion de le voir à l'époque.
- Il ne reste aucune trace de l'existence d’une partition musicale[4]. La musique d'accompagnement originale ayant disparu[5], une partition originale a été composée par Jean-Louis Agobet, entre 1997 et 1999, pour sept instruments et électronique. La partition a été créée en février 1999 au Louvre dans le cadre des Ciné-concerts et reprise régulièrement depuis cette date (France, Belgique, Japon...).
- C'est l'acteur Gilbert Dalleu qui avait été choisi à l'origine pour tenir le rôle du père Bréhan. Mais lors du tournage des premières scènes en extérieur à Port-Blanc près de Perros-Guirec en août 1928, Dalleu fut grièvement blessé dans un accident de voiture et se trouva dans l'impossibilité totale de poursuivre les prises de vues qui durent être interrompues. Paul Fromet reprit le rôle dès le mois d'avril suivant. Gilbert Dalleu mourut deux ans plus tard des suites de ses blessures sans avoir pu reprendre ses activités.
- Le film original a été longtemps considéré comme « perdu en mer » selon l'expression imagée de Jean Grémillon. Ce n'est qu'en 1954 qu'une copie fut retrouvée au Danemark. Par contre, il n'a pas été retrouvé d'exemplaire de l'affiche qui a été éditée à l'occasion de la sortie du film en 1929.
- Gardiens de phare est le dernier film muet tourné par Jean Grémillon.